# Sapelloh
Sapelloh ist ein Ort in der Gemeinde Warmsen im Landkreis Nienburg/Weser in Niedersachsen.

## Geschichte
Am 1. März 1974 wurde Sapelloh in die Gemeinde Warmsen eingegliedert.